# Bříza
Bříza (Betula) je rod listnatých stromů nebo keřů z čeledi břízovité (Betulaceae). Jedná se o rod mírného až subpolárního pásu severní polokoule, rozšířený především v eurasijské oblasti. Obvykle se udává, že do tohoto rodu patří asi 120 druhů.

## Popis
Jsou to stromy či keře různého vzrůstu, od plazivých keřů v subarktické oblasti až po vysoké stromy mírného pásma. Kůra (borka) bývá v mládí hladká, u většiny druhů světlá až bělavá nebo bílá, u některých druhů i tmavá, hnědá až hnědočerná. Květenství jsou oddělené samčí a samičí jehnědy. Plody jsou okřídlené nažky s jedním semenem.

## Evoluce
Břízy se pravděpodobně vyvinuly krátce po hromadném vymírání na konci křídy (před 66 miliony let), kdy z velké části zmizely dosud dominantní lesy s převahou nahosemenných druhů.

## Druhy

### Druhy v Česku
V ČR je rod bříza zastoupen těmito druhy:
- Betula pendula – bříza bělokorá (b. bradavičnatá)
- Betula carpatica – bříza karpatská
- Betula pubescens – bříza pýřitá
- Betula nana – bříza zakrslá
- Betula humilis – bříza nízká
- Betula obscura – bříza tmavá
- Betula oycoviensis – bříza ojcovská

#### Introdukované druhy do ČR
- Betula papyrifera – bříza papírovitá (pěstovaná jako okrasná, pův. ze Severní Ameriky)
- Betula lenta – bříza tuhá (pěstovaná jako okrasná, pův. ze Severní Ameriky)
- Betula lutea – bříza žlutá (pěstovaná jako okrasná, pův. ze Severní Ameriky)

### Eurasijské druhy
- Betula albosinensis – bříza bílá – čínská
- Betula alnoides – bříza olšovitá
- Betula austrosinensis
- Betula chinensis – bříza čínská
- Betula ermanii – bříza Ermanova
- Betula grossa – bříza tmavá
- Betula jacquemontii – bříza Jaquemontova
- Betula mandschurica
- Betula maximowiczii – bříza Maximovičova
- Betula medwediewii – bříza Medvěděvova
- Betula nana – bříza trpasličí, zakrslá
- Betula platyphylla – bříza mandžuská
- Betula szechuanica
- Betula utilis – bříza užitečná

### Severoamerické druhy
- Betula alleghaniensis – bříza žlutá
- Betula coryfolia – bříza lískovitá
- Betula glandulosa – bříza žláznatá
- Betula michauxii – bříza Michauxova
- Betula nana – bříza trpasličí
- Betula neoalaskana
- Betula nigra – bříza černá
- Betula occidentalis – bříza západní
- Betula populifolia
- Betula pumila – bříza drobná

## Využití
- Borka s lýkem břízy jsou všestranně využitelné. V době kamenné se z březové kůry vyráběly boty a nádoby, oblečení z březového lýka. Nádoby takto dodnes dělají severoameričtí indiáni a Sibiřané. V nouzi se vnitřní část kůry jedla. Březová kůra odpuzuje vodu a dobře hoří i za vlhka.
- Březová voda – v minulosti se na jaře navrtávaly břízy pro sladkou mízu nebo pro pitnou vodu, která je skryta ve vrstvě za sladkou mízou. Březová voda se užívala také jako vlasové tonikum.
- Březový sirup
- Listy jsou farmaceutickou a kosmetickou surovinou, využívají se též od dávna v léčitelství.
- Březové dřevo se využívá jako topivo, pro výrobu kuchyňských potřeb (dá se z něj soustružit) a košťat (na košťata se používá proutí). Méně často se s břízou setkáme u nábytku nebo dřevěných podlah, a to kvůli monotónní kresbě dřeva, střední tuhosti a světlé barvě. Březové dřevo dobře hoří (i za mokra; březová kůra je známa jako nouzový podpalovací prostředek), suché naopak hoří příliš rychle a není moc výhřevné.[2] Při hoření nepraská a díky éterickým olejům voní.[3] Dřevo je středně tvrdé a snadno se ohýbá.[4] Březové dřevo musí být rychle zpracováno, jinak začne trouchnivět.

## Lidová kultura
Bříza je strom spojovaný s čistotou, světlem a novým počátkem. Bývá spojován se severskou Freyou, irskou Brigid a hinduistickou Sarasvatí. Bříza je národním stromem Ruska a New Hampshire.
Spojení s novým počátkem souvisí s břízou jako symbolem jara. V severní Evropě se zapichovaly větvičky břízy na počátku zemědělského roku; při prvním vyhánění se dobytek šlehal březovými větvemi. Tak byly šlehány také mladé ženy. Je zároveň typickým stromem pro stavění májky. Nový počátek souvisí také s narozením, a proto byla v severských zemích obětována placenta bohyni Freye jejím zakopáním pod břízu. Kolébka byla také vyřezávána z březového dřeva. Bříza (Beith) je také názvem pro první měsíc keltského stromového kalendáře.
Košťaty z břízy se jako symboly čistoty zametala posvátná místa. Z prutů břízy bělokoré také sestávaly římské fasces. Březové metly se používaly v parních lázních. Patří také mezi písmena runové abecedy jako berkana.
V lidovém léčitelství bříza vyhání moč a žluč, čistí krev, posiluje ledviny a působí dezinfekčně na močové cesty.

### Bříza v místních názvech
Dodnes existuje několik názvů obcí a městských částí, které mají společný základ od slova bříza. Vysoká frekvence spojení názvu obce se základem slova „bříza“ je například v okrese Svitavy, kde se nachází Březová nad Svitavou, Březinka, Březiny, Březinky i Březina. Další místní názvy odvozené od základu bříza jsou rozptýlené po celé České republice. Místopisné názvy podle rostlin ukazují další stromy, které byly základem pro pojmenování lidských sídel.